# 16 aprile
Il 16 aprile è il 106º giorno del calendario gregoriano (il 107º negli anni bisestili). Mancano 259 giorni alla fine dell'anno.

## Eventi
- 69 – Al suicidio di Otone, dopo la sconfitta a Bedriacum, Vitellio diviene imperatore romano, terzo di quell'anno;
- 73 – La fortezza ebraica di Masada cade per mano dei romani sotto Vespasiano, concludendo la grande rivolta ebraica;
- 529 – Entra in vigore il Codex Iustinianus;
- 1055 – Consacrazione di papa Vittore II;
- 1071 – Roberto il Guiscardo conquista Bari e pone fine al dominio dell'Impero bizantino in Italia;
- 1346 – Stefano Uroš IV Dušan è proclamato imperatore della Serbia a Skopje, con un dominio che occupa gran parte dei Balcani;
- 1520 – Comincia la rivolta dei comuneros in Spagna contro il governo di Carlo V;
- 1521 – Martin Lutero viene convocato dall'imperatore a giustificarsi davanti alla Dieta di Worms;
- 1582 – Il conquistador spagnolo Hernando de Lerma fonda l'insediamento di Salta in Argentina;
- 1746 – Scozia, battaglia di Culloden: i giacobiti sostenuti dai francesi sono sconfitti dagli inglesi guidati dal principe Guglielmo, duca di Cumberland del Casato di Hannover; dopo la battaglia, gran parte delle tradizioni locali viene considerata tabù e le Highlands sono ripulite dai loro abitanti;
- 1780 – L'educatore tedesco Franz Friedrich Wilhelm von Fürstenberg fonda l'Università di Münster;
- 1799 – Guerre napoleoniche, battaglia del monte Tabor: Napoleone sconfigge gli ottomani presso Acri;
- 1814 – Firma della Convenzione di Schiarino-Rizzino, l'armistizio che pone fine al conflitto armato tra l'esercito del Regno d'Italia al comando del viceré Eugenio di Beauharnais e le truppe austriache del generale Heinrich Johann Bellegarde;
- 1815 – Guerra austro-napoletana: il re di Napoli Gioacchino Murat deve abbandonare Bologna, subito occupata dalle truppe austriache al comando di Johann Maria Philipp Frimont;
- 1818 – Il Senato degli Stati Uniti rettifica il Trattato di Rush–Bagot, che limita gli armamenti navali sui Grandi Laghi e sul Lago Champlain;
- 1821 – A Istanbul, capitale dell'Impero ottomano, vengono uccisi migliaia di greci, tra cui il metropolita ortodosso Gregorio V;
- 1856 – A Parigi, al termine della guerra di Crimea, si svolge la conferenza di pace fra la Russia e Regno Unito, Francia, Regno di Sardegna e Impero ottomano; il congresso è considerato il primo successo diplomatico del Conte di Cavour;
- 1862
  - Battaglia di Lee's Mills in Virginia;
  - Nel distretto di Columbia viene firmato l'apposito Atto di Emancipazione Compansata, che pone fine alla schiavitù nella regione;
- 1863 – A Vicksburg, durante l'omonima campagna, le cannoniere guidate dall'ammiraglio dell'Unione David Dixon Porter devastano una batteria d'artiglieria confederata;
- 1910 – Apre al pubblico la Boston Arena (ora Matthews Arena), il primo stadio da hockey su ghiaccio al chiuso ancora oggi usato per incontri sportivi;
- 1914 – A Siracusa esordisce Agamennone di Eschilo: è la prima edizione delle rappresentazioni classiche al teatro greco organizzate dall'Istituto nazionale del dramma antico;
- 1917
  - Vladimir Lenin ritorna a Pietrogrado dall'esilio per preparare la rivoluzione d'ottobre;
  - L'esercito francese avvia l'offensiva Nivelle;
- 1919 – India: Gandhi organizza un giorno di preghiera e di astensione dal lavoro dopo il massacro dell'Amritsar compiuto tre giorni prima;
- 1936 – Guerra d'Etiopia: inizia la battaglia dell'Ogaden;
- 1938 – Firma degli Accordi di Pasqua tra Gran Bretagna e Italia che confermavano il Gentlemen's agreement del 1937, appianavano i contrasti nelle politiche medio-orientali dei due paesi e garantivano la libera disponibilità al transito nel lago Tana e nel canale di Suez;
- 1941 – Seconda guerra mondiale, battaglia del convoglio Tarigo: in Tunisia il Duisburg, un convoglio navale italiano diretto in Libia, è attaccato alle ore 2:20 del mattino da una squadra navale inglese; nessuna nave italiana si salva, affondati anche i cacciatorpediniere italiani Lampo, Luca Tarigo, Baleno e il cacciatorpediniere inglese HMS Mohawk (F31) con quattro navi da trasporto inglesi;
- 1945 – Gli Alleati costringono mille cittadini di Weimar a visitare il campo di concentramento di Buchenwald;
- 1947
  - Bernard Baruch conia il termine "guerra fredda" per indicare le relazioni diplomatiche fra Stati Uniti d'America e Unione Sovietica;
  - Disastro di Texas City: nel porto di Texas City le due navi cargo SS Grandcamp e High Flyer, cariche di nitrato d'ammonio e altre sostanze chimiche, esplodono a 11 ore di distanza l'una dall'altra a causa di un incendio colposo generatosi sulla prima nave e poi propagatosi alla seconda; la prima delle due esplosioni è considerata fra le più grandi esplosioni non-nucleari di sempre, con un boato udito nel raggio di circa 150 miglia (oltre 240 chilmetri), e in totale l'incidente causa circa 600 morti, un terzo dei quali non identificati;
  - Il criminale nazista Rudolf Höß viene impiccato davanti all'ingresso del forno crematorio del Campo di concentramento di Auschwitz;
- 1964 – Negli EMI Studios di Londra i Beatles registrano A Hard Day's Night;
- 1971 – I Rolling Stones pubblicano in Gran Bretagna il singolo Brown Sugar che in poche settimane raggiunge i primi posti delle classifiche musicali nazionali e internazionali;
- 1972
  - NASA/Programma Apollo: l'Apollo 16 viene lanciato verso la Luna dalla base di Cape Canaveral, in Florida;
  - Guerra del Vietnam, Offensiva di Nguyen Hue: di fronte all'offensiva nordvietnamita gli USA riprendono i bombardamenti su Hanoi e Haiphong;
- 1977 – L'Apple II viene presentato al pubblico durante il primo West Coast Computer Faire;
- 1988 – Esce nelle sale cinematografiche giapponesi Il mio vicino Totoro, quarto lungometraggio di Hayao Miyazaki, come double feature abbinato a Una tomba per le lucciole di Isao Takahata;
- 1990 – Nepal, il re Birendra Bir Bikram Shah Dev scioglie l'Assemblea nazionale per formare un parlamento democratico;
- 1995 – Pakistan, il sindacalista tessile tredicenne Iqbal Masih viene assassinato;
- 2003
  - Atene/Unione europea: venticinque Paesi firmano il trattato di Atene che prevede l'allargamento dell'Unione europea;
  - Guerra in Iraq: le forze della coalizione multinazionale conquistano Tikrit, senza trovare Saddam Hussein, e le zone di estrazione petrolifera di Mosul e Kirkuk, i cui pozzi sono vigilati per prevenire incendi come nel 1991;
- 2007 – Massacro al Virginia Polytechnic Institute, a Blacksburg, Virginia;
- 2013 – Inizia a Baga, in Nigeria, un massacro per mano del gruppo terrorista islamico Boko Haram che provocherà almeno 200 morti fra i civili e la distruzione di numerose abitazioni;
- 2016 – Un disastroso terremoto scuote l'Ecuador e miete 663 vittime; 9 i dispersi e almeno 6.000 i feriti.

## Nati
Ci sono circa 1 220 voci su persone nate il 16 aprile; vedi la pagina Nati il 16 aprile per un elenco descrittivo o la categoria Nati il 16 aprile per un indice alfabetico.

## Morti
Ci sono circa 500 voci su persone morte il 16 aprile; vedi la pagina Morti il 16 aprile per un elenco descrittivo o la categoria Morti il 16 aprile per un indice alfabetico.

## Feste e ricorrenze

### Civili
Internazionali:
- Giornata mondiale contro la schiavitù infantile (in commemorazione di Iqbal Masih)
- Giornata mondiale della voce
- Giornata mondiale del pigiama[1]

Nazionali:
- Stati Uniti d'America-Washington (DC) – Emancipation day
- Francia e Ungheria – Giorno della Memoria della Shoah

### Religiose
Cristianesimo:
- San Benedetto Giuseppe Labre, pellegrino
- Santa Bernadette Soubirous, vergine
- Santi Caio e Cremenzio di Saragozza, martiri
- San Contardo d'Este
- San Drogone, eremita a Sebourg
- Santa Engrazia, vergine e martire
- San Fruttuoso di Braga, arcivescovo
- San Leonida e sette donne, martiri a Corinto
- San Magnus Erlendsson, martire
- Sant'Ottato e compagni, martiri a Saragozza
- San Turibio di Astorga, vescovo
- Beato Arcangelo Canetoli, sacerdote
- Beato Gaspare Suma (Mikel), sacerdote francescano, martire
- Beato Gioacchino Piccolomini (Gioacchino da Siena), religioso
- Beato Giovanni da Castrovillari, diacono francescano
- Beati Pietro Delepine, Giovanni Menard e ventiquattro compagne, martiri
- Beato Ugo de Mataplana, mercedario

Giainismo:
- Mahavira Jayanti, commemorazione della nascita di Lord Mahavira, fondatore del giainismo